# 12Riven: The Psi-Climinal of Integral
12Riven: The Psi-Climinal of Integral, stylisé 12Riven: The Ψcliminal of Integral, est un jeu vidéo de type visual novel développé par KID et édité par Cyberfront, sorti en 2008 sur Windows, PlayStation 2 et PlayStation Portable. 12Riven est l'unique jeu de la série Integral, série qui reprend l'univers de la série Infinity. Le jeu peut-être considéré comme étant et de la série Integral et de la série Infinity puisque les développeurs l'on inclut dans le paquetage promotionnel Infinity Plus.

## Système de jeu
12Riven: The Psi-Climinal of Integral est un visual novel, on suit une histoire, tout en admirant les images et les animations des personnages. En ce qui concerne 12Riven, un fond musical accompagne le tout et les voix des personnages sont également présentes. Les interactions du joueur se limitent à faire des choix, cliquer pour lire le texte suivant, ou faire défiler les images et les sons. Une option de défilement automatique, présente dans 12Riven, peut même presque réduire les interactions du joueur à zéro ; seul la sélection de choix demande une interaction du joueur quand ce mode est actif.
En fonction des choix que le joueur entreprend, le joueur obtient une des plusieurs fins possibles disponibles. 12Riven possède cependant une « vraie fin ».
Comme la plupart des jeux de la série Infinity dont la série Integral reprend l'univers, 12Riven dispose de deux protagonistes : Renmaru Miyabidō et Narumi Mishima.

## Trame

### Histoire
L'histoire de 12Riven se déroule le 20 mai 2012, avec le lycéen Renmaru Miyabidō se dirigeant à vélo et à toute vitesse vers le bâtiment abandonné Integral après avoir reçu un message sur son téléphone portable indiquant que Myū, son amie d'enfance, mourrait au niveau supérieur du bâtiment aujourd'hui à midi. Une fois sur place, il vérifie sa montre-bracelet et constate qu'il est 11 h 24.
Ailleurs, l'inspectrice de police Narumi Mishima est sur sa moto et se dirige vers le même endroit. Elle a reçu une demande d'une amie et collègue de travail lui demandant d'aider à sauver une fille nommée « Myū » à Integral. Narumi doit sauver Myū pour empêcher l'exécution du « Second Plan Éclipse ». Narumi n'a jamais entendu parler de cette phrase auparavant, de plus, le message a été envoyé avec le marquage « XXX Nv6 ». Il s'agit d'une échelle d'évaluation de la gravité d'une situation, et un marquage de niveau 6 n'a jamais été utilisé auparavant. Même une menace terroriste à grande échelle serait fixée au niveau 5. Le message indiquait également à Narumi qu'un certain Renmaru pourrait être présent et qu'il serait de son côté...

### Personnages

#### Protagonistes
- Renmaru Miyabidō (雅堂 錬丸, Miyabidō Renmaru?) Lycéen, ami d'enfance de Myū.

- Narumi Mishima (三嶋 鳴海, Mishima Narumi?) Membre de la 12e division de la sécurité publique du département de la police métropolitaine.

#### Personnages principaux
- Yuyu Hoshino (星野 遊々, Hoshino Yuyu?) Lycéenne reine autoproclamé de l'État indépendant de Mirage.

- Myū Takae (高江 ミュウ, Takae Myū?) Lycéenne et héroïne de l'histoire.
- Mei Kiridera (霧寺 メイ, Kiridera Mei?) Étudiant à l'Académie Ribun 6 et chef de Ψcliminal.
- Maina (マイナ?) Une romancière.
- Mishima Hiromitsu (三嶋 紘光, Mishima Hiromitsu?) Chef de la 12e division de la sécurité publique du département de la police métropolitaine et à la fois père et patron de Narumi.
- Ōtemachi (大手町?) Membre de la 12e division de la sécurité publique du département de la police métropolitaine et ex petit ami de Narumi.
- Chisato Inose (伊野瀬 チサト, Inose Chisato?) Étudiante à l'Académie Ribun 6, sœur jumelle d'Omega.
- Omega Inose (伊野瀬 オメガ, Inose Omega?) Étudiant à l'Académie Ribun 6, frère jumeau de Chisato, il travaille avec Narumi.
- Tango Tsutsumi (堤 タンゴ, Tsutsumi Tango?)Lycéen fou amoureux de Yuyu.
- Makoto Yukizumi (雪積 真琴, Yukizumi Makoto?) Membre de la 12e division de la sécurité publique du département de la police métropolitaine.

## Développement
Le jeu avait été initialement annulé en 2006 à la suite de la faillite de KID, Cyberfront a relancé son développement après le rachat des propriétés intellectuelles du développeur.

## Ventes
En 2009, le jeu s'est vendu à 4 745 exemplaires au Japon. 12Riven: The Psi-Climinal of Integral est le seul jeu de la série Integral car les autres ont été annulés de par les mauvaises ventes de 12Riven.